# تاريخ النادي الإفريقي
تاريخ النادي الإفريقي يعود لعشرينات القرن الماضي إبان الإستعمار الفرنسي لتونس وتم تأسيس لنادي في 4 أكتوبر 1920.

## التأسيس

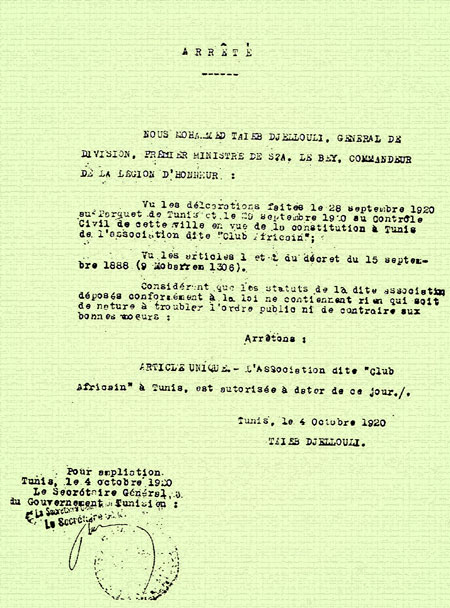
قرار الإذن لنادي الأفريقي يوم 4 أكتوبر 1920

المحاولة الأولى لتأسيس هذا النادي كانت عام 1919 غير أن التأشيرة لم تسند له بسبب تسميته آنذاك وهي النادي الإسلامي الإفريقي. تأسس النادي الإفريقي لخلافة نادي الملعب الإفريقي (تأسس سنة 1915 وتم حله في 1918) وقد تمت المحافظة على نفس الألوان، الأهداف، وبعض اللاعبين. تأسيس النادي الإفريقي كان في باب الجديد في قلب العاصمة تونس وبالتحديد كان في مخزن الصوف الموجود في حي المركاض.
الحصول على الموافقة كان يشكل صعوبة بالغة بما أن المستعمر الفرنسي وضع ثلاث شروط تعجيزية على إدارة الفريق وهي:
- تعيين رئيس فرنسي على رأس الفريق
- تغيير الألوان المختارة (وهي الأحمر والأبيض) وتغييرها باللون الأزرق
- تغيير شعار الفريق (وهو النجمة والهلال)

بعد حصول فريق الترجي على موافقة المستعمر الفرنسي ولكن بتعيين رئيس فرنسي كثف رجال النادي الإفريقي جهودهم ولكنهم لم يقبلوا الشروط التعجيزية. بعد محاولات جاهدة، تمكن رجال الفريق من الحصول على الموافقة الرسمية من قبل السلطات الفرنسية بما في ذلك الموافقة على الجنسية التونسية لرئيس الجمعية وحرية اختيار شعار الفريق وألوانه وذلك في 4 أكتوبر 1920 وقد ترأس النادي البشير بن مصطفى.

### تركيبة الهيئة المديرة سنة 1920
- رئيس النادي: البشير بن مصطفى
- نائب الرئيس: جمال الدين بوسنينة
- الأمين العام: الشاذلي الورفيلي
- نائب الأمين العام: عبد المجيد الشاهد
- أمين الصندوق: حسن النويصري
- اللجنة الرياضية: محمود مالوش، عز الدين بلحاج، فرج عبد الواحد، أحمد الزغلاوي، فرج عبد الواحد أحمد الضحاك.

### أول فريق رسمي سنة 1920
- حراس المرمى: البشير بن عمر والمنوبي الهواري
- المدافعين: جمال الدين بوسنينة، محمد ماشوش، محمود مالوش (قائد الفريق)
- لاعبو الوسط: حسن قدور، حسن النويصري، أحمد مستاوي، محمد عياد
- الهجوم: عبد الرحمان كلفاط، العربي بن يمينة، أحمد الزغلاوي، أحمد الضحاك

### المقاومة والتنمية (1920-1945)
رغم الصعوبات التي واجهها الفريق في تأسيسه إلا أنه تمكن من تأطير شبان مواجها الاستعمار. في تلك الفترة وبالرغم من ضعف الموارد المالية والقيود الاجتماعية واصل الفريق انتشاره مدعما الثقافة الوطنية فتأسست المدرسة الرشيدية وتشكل المسرح التونسي.
في نفس الفترة إنظم الفريق إلى البطولة التونسية في قسمها الأول سنة 1937 ولم يغادره منذ تلك السنة

### أول الألقاب (1945-1960)
النادي الإفريقي تحصل على أول ألقابه كبطل تونس كان في موسم 1946-1947 و1947-1948 ولكن بعد بزوغ النادي الرياضي لحمام الأنف لم يتمكن الفريق من تحقيق إنجازات أخرى في العديد من المواسم. في سنة 1956 تمكن النادي الإفريقي من الوصول إلى نهائي كأس تونس لأول مرة في تاريخه لكنه هزم 3-1 أمام الملعب التونسي وأنهى البطولة في المركز الثالث. بعدها تراجعت نتائج الفريق بشدة وأقصي في العديد من المرات من الأدوار الأولى للكأس وتحصل على مراتب متأخرة في البطولة مما دفع المسيرين لانتداب المدرب الإيطالي فابيو روكيجياني والذي شهر بحسن تكوينه للشبان. هذه السياسة على المدى الطويل ساعدت الفريق على تحسين وضعيته

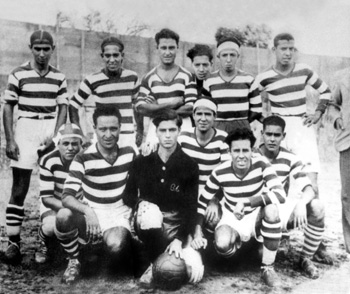
الفريق في موسم 1934-1935

## العصر الذهبي (1960-1980)
في هذه الفترة حصد الفريق أغلبية ألقابه على المستوى الوطني والإقليمي. البداية كانت بالبطولة موسم 1963-1964 وهو أول لقب بعد الاستقلال تحصل عليه الفريق بمجموعة من الشبان مثل الطاهر الشايبي ومحمد صالح الجديدي والصادق ساسي. في الموسم الموالي تحصل الفريق على المركز الثاني لكنه تمكن من إنقاذ موسمه بالفوز بالكأس وهو الأول في تاريخه. في موسم 1966-1967، تحصل النادي الإفريقي على البطولة بفارق ثمانية نقاط عن أبرز ملاحقيه النجم الرياضي الساحلي والذي فاز عليه أيضا في نهائي الكأس 2-0 بعد التمديد محرزا بذلك أول ثنائي بطولة-كأس في تاريخ النادي، هذا الموسم انتهى بوفاة المدرب روكيجاني قبل أنتهاء الموسم بقليل. في الموسم الموالي أنهى الفريق الموسم في المرتبة الثانية وفاز بالكأس بعد فوزه على الترجي الرياضي التونسي.

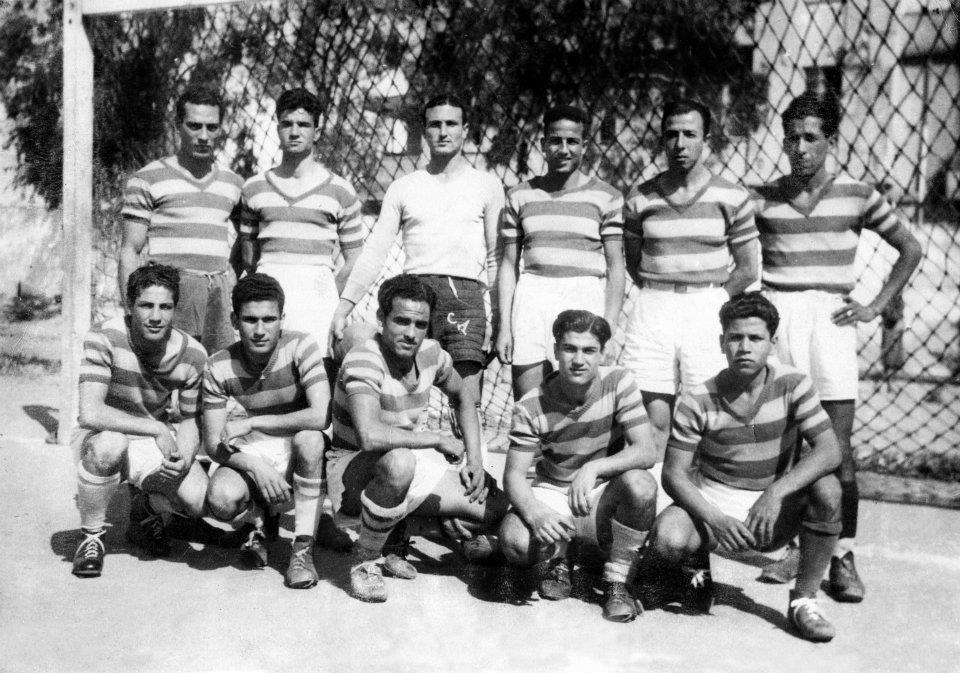
الفريق الفائز بالبطولة موسم 1946-1947

في موسم 1969-1970، فاز الفريق بالكأس على حساب المستقبل الرياضي بالمرسى ولكن البطولة خسرها لمصلحة الترجي الرياضي التونسي. في ديسمبر 1970، فاز النادي الإفريقي بلقب الكأس المغاربية للأندية الفائزة بالكؤوس، ليصبح بذلك أول فريق تونسي يحصل على لقب إقليمي. البداية كانت بفوز على اتحاد الجزائر 1-0 في نصف النهائي ثم المستقبل الرياضي بالمرسى في النهائي 2-0 ولكنه أنها الموسم ثانيا بالرغم من قبوله ثمانية أهداف فقط أما في الكأس فقد خرج من الدور الأول منهيا السلسلة المتتالية من الكؤوس المتتالية (رقم قياسي). في 1971-1972، عاد الفريق إلى الإلقاب الوطنية بالفوز بسادس كأس ومنهيا البطولة في المركز الثاني.
بعد تعيين جمال الدين بوعبسة مدربا للفريق، تحصل النادي الإفريقي على ثاني ثنائية في تاريخه في موسم 1972-1973 وقد فاز بالكأس على حساب المستقبل الرياضي بالمرسى. دائما في الاستمرارية، ففي سنة 1973-1974: فاز النادي الإفريقي بالبطولة متحصلا على أفضل هجوم وأفضل دفاع. وفي جانفي 1974، فاز الفريق بالكأس المغاربية للأندية البطلة لأول مرة في تاريخه.

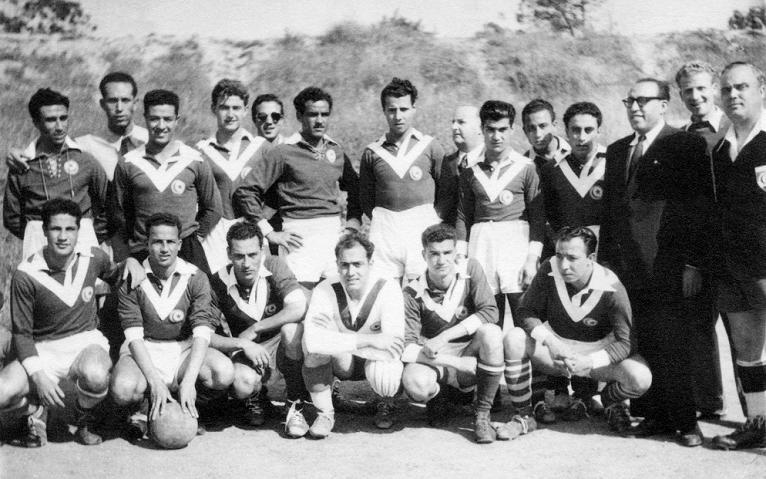
الفريق الفائز بالبطولة موسم 1947-1948

الفريق فاز على شبيبة القبائل الجزائري 2-0 وذلك بعد وفاة زميلهم عز الدين بلحسن ليلة المباراة في غرفته بالنزل. في الموسم الموالي، خسر الفريق البطولة لصالح الترجي الرياضي التونسي والكأس لصالح النجم الرياضي الساحلي لكنه فاز مرة أخرى بالكأس المغاربية للأندية البطلة في سبتمبر 1974 في الدار البيضاء ضد نادي الرجاء الملالي.
أعاد الفريق نفس الإنجاز في أكتوبر 1975 في تونس، أمام مولودية الجزائر بعد ضربات الجزاء رغم سيطرة الجزائريين على المباراة. في موسم 1975-1976، جاء الفريق في المركز الثالث في البطولة وفاز بكأسه السابعة على حساب الترجي الرياضي التونسي بضربات الجزاء وكان الحارس تألق في صد ثلاث ضربات جزاء.

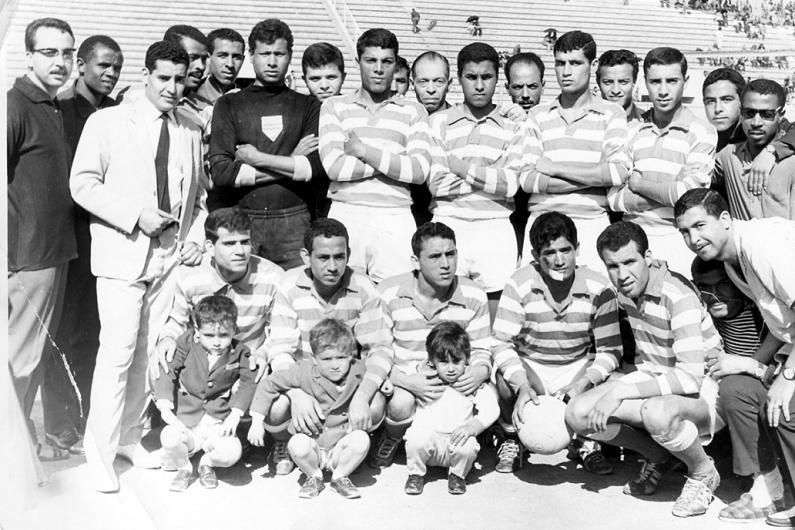
الفريق الفائز بالبطولة موسم 1963-1964

في 1976-1977، بالرغم من كونه صاحب أفضل خط دفاع وأفضل خط هجوم إلا أنه خسر البطولة لصالح الشبيبة الرياضية القيروانية وخرج من نصف نهائي الكأس. في 1977-1978، أنهى الفريق الموسم في المرتبة الثانية، وشارك في نفس الموسم خمسة من لاعبيه في بطولة كأس العالم لكرة القدم 1978 بالأرجنتين مع منتخب تونس لكرة القدم وهم المختار النايلي والصادق ساسي وكمال الشبلي ومحمد علي موسى ونجيب غميض. النادي الإفريقي فاز مرة أخرى بالبطولة موسم 1978-1979. في موسم 1979-1980، مع لاعبين مثل المختار النايلي وكمال الشبلي ونجيب المسعودي ومحمد علي موسى، والمدرب أندري ناجي، فاز الفريق بالبطولة مرة جديدة ولم يقبل الفريق إلا سبعة أهداف وهو رقم قياسي.

## فترة الجفاف (1981-1989)

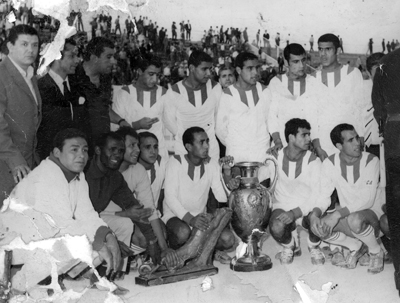
فريق الثنائية البطولة والكأس موسم 1966-1967

البداية كانت في موسم 1979-1980 عندما فاز النادي الإفريقي بالبطولة وخسر في نهائي الكأس ضد الترجي الرياضي التونسي وضيع فرصة الثنائية الثالثة في تاريخ النادي. في موسم 1980-1981، خسر الفريق البطولة في آخر جولة وانسحب منذ الأدوار الأولى من الكأس. في الموسم الموالي، خسر لقبا آخرا وذلك في نهائي الكأس ضد النادي الرياضي البنزرتي وكان وصيف البطولة. في موسم 1982-1983، مع المدرب مختار التليلي على رأس الفريق، أنهى البطولة في المركز الثاني وخرج في نصف نهائي الكأس. في الموسم الموالي، أنهى الفريق البطولة في المركز الرابع. في موسم 1984-1985، مع عودة أندري ناجي كمدرب للفريق، أنهى الفريق البطولة في المركز الثاني بسبب عثرات في بداية الموسم خلف الترجي الرياضي التونسي رغم الانتصار التاريخي عليه في الدربي 5-1 يوم 5 ماي 1985 وخسر الفريق الكأس بضربات الجزاء ضد النادي الرياضي لحمام الأنف.
في الموسم الموالي، أنهى الفريق البطولة ثالث الترتيب وخسر الكأس بضربات الجزاء ضد الترجي الرياضي التونسي. في موسم 1986-1987، أنهى الفريق البطولة في المركز الخامس وخرج من الدور ربع النهائي للكأس. في موسم 1987-1988، خسر الفريق البطولة قبل عشر جولات من النهاية وخسر الكأس في النهائي ضد النادي الأولمبي للنقل بضربات الجزاء. في السنة الموالية، خسر في البداية دوري أبطال العرب بضربات الجزاء ضد نادي الاتفاق السعودي وأنهى البطولة بفارق ثلاثة عشر نقطة عن الترجي الرياضي التونسي، وانهزم ضده في نهائي الكأس 0-2.

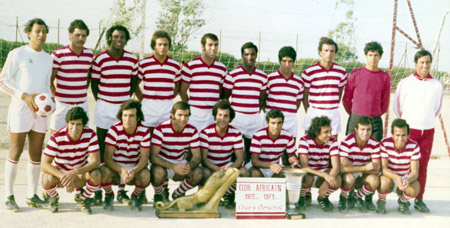
فريق الثنائية البطولة والكأس موسم 1972-1973

طيلة هذه الفترة لم يفز النادي الإفريقي بأي لقب بالرغم من تواجد لاعبين مميزين في صفوفه مثل الهادي البياري ولسعد العبدلي وكمال الشبلي

## العودة إلى القمة (1990-1992)

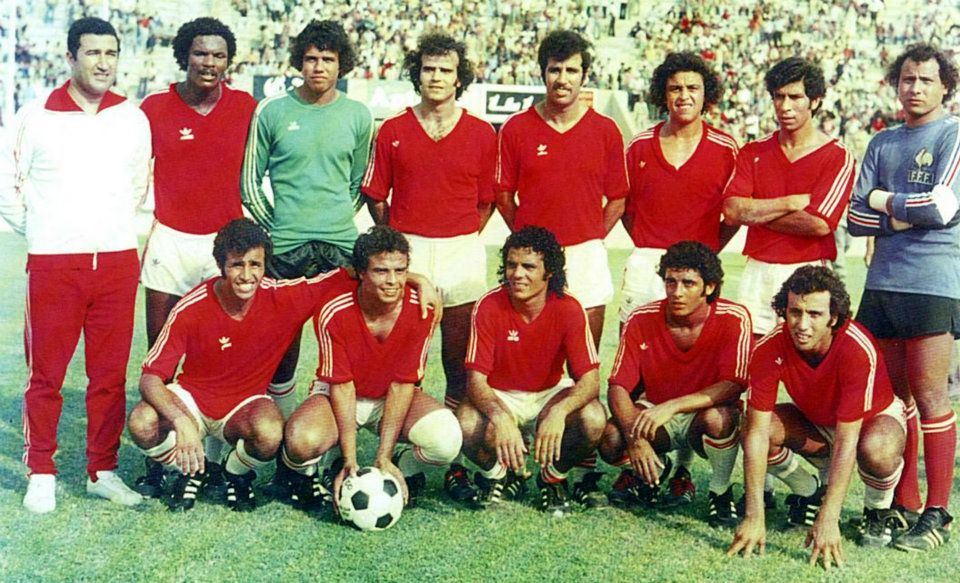
الفريق الفائز بالكأس المغاربية للأندية البطلة 1976

البداية كانت ببطولة موسم 1989-1990، بعد بداية سيئة. بعد تعيين فريد عباس كرئيس للفريق وفوزي البنزرتي مدربا للفريق الأول مما مكن النادي الإفريقي من تحقيق سلسلة متتالية من الانتصارات والفوز بالبطولة في آخر جولة بالفوز على المستقبل الرياضي بالمرسى 1-0، هدف قيس اليعقوبي. في الموسم الموالي، خسر النادي الإفريقي كأس الكؤوس الأفريقية ضد بي بي سي ليونس النيجيري وتحصل على المرتبة الثانية في البطولة خلف الترجي الرياضي التونسي رغم الانتصار عليهم 3-0 يوم 5 ماي 1991. النادي الإفريقي تمكن من الفوز بدوري أبطال أفريقيا لكرة القدم في الموسم الموالي، في 23 ديسمبر 1991، ليكون بذلك أول فريق تونسي يفوز بهذا اللقب. في البطولة، في الجولة قبل الأخيرة، إستقبل النادي الإفريقي النادي الرياضي البنزرتي المتصدر مبتعدا نقطتين عن النادي الإفريقي بالملعب الأولمبي بالمنزه: عادل السليمي سجل الهدف الوحيد في الدقيقة 91 مانحا فريقه البطولة العاشرة بفارق نقطة عن النادي الرياضي البنزرتي. تمكن نفس الفريق من تحقيق الثنائية بالفوز على الملعب التونسي في نهائي الكأس مسجلا موسما استثنائيا للفريق. وأكمل الفريق فوزه بدوري أبطال أفريقيا لكرة القدم بالفوز بالكأس الأفروآسيوية للأندية ضد نادي الهلال السعودي.

## حمودة بن عمار (1994-1996)
بعد موسم كارثي 1993-1994، مسك حمودة بن عمار زمام رئاسة الفريق مدة سنتين. في هذه الفترة، أحرز الفريق في سنة 1995 البطولة العربية للأندية الفائزة بالكؤوس ضد النجم الرياضي الساحلي في الملعب الأولمبي بسوسة بالذات بنتيجة 1-0، بعد التمديد عن طريق نبيل معلول عبر ضربة جزاء. الفريق أحرز أيضا البطولة موسم 1995-1996 أرقام قياسية: بوبكر الزيتوني حافظ على نظافة شباكه طيلة 1004 دقائق وهو رقم قياسي وطني. النادي الإفريقي لم يقبل سوى هدف واحد طيلة فترة الذهاب وسبعة أهداف في كامل الموسم، ومسجلا 49 هدف في ذلك الموسم، وكان أفضل هداف هو سامي التواتي محرزا 17 هدفا.

## السنوات السوداء (1997-2005)
بينما بدأ الفريق الآخر في العاصمة فترته الذهبية، عرف النادي الإفريقي أزمة دامت 8 سنوات، لم يفز فيها إلا بالكأس سنة 1998 و2000 ودوري أبطال العرب سنة 1997. ومع ذلك فقد وصل إلى نهائي الكأس سنة 1999 ضد الترجي الرياضي التونسي و2003 ضد الملعب التونسي وأيضا نهائي كأس الكؤوس الأفريقية سنة 1999 ونهائي دوري أبطال العرب سنة 2002. عرف أيضا تعاقبا لعديد المدربين ورؤساء الجمعية على حديقة منير القبايلي.

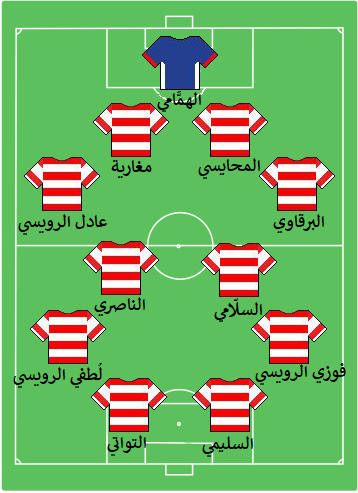
تشكيلة الفريق في نهائي كأس أفريقيا للأندية البطلة 1991

### بداية التجديد (2006)
قرر رئيس الإفريقي كمال إيدير تعيين برتران مارشان مدربا للفريق. تحت قيادته وصل الفريق إلى نهائي الكأس وكان أنهى البطولة في المرتبة الثانية.

## عبد الحق بن شيخة، اختيار الانضباط (2007-2009)
انتداب يوسف المويهبي أكمل منظومة هجومية قوية وهو يملك في صفوفه زهير الذوادي وموسى بوكونغ. عبد الحق بن شيخة اختار إذن تشكيلة 4-3-3. في النهاية، لاعبون مثل الأسعد الورتاني وألكسيس إينام ماندومو وكريم العواضي أصبحت هامين للفريق، مشكلين ثلاثي متكامل. وسام بن يحيى، الذي أكد علو كعبه والمستوى العالي في الإمكانيات، أصبح بسرعة معبود الجماهير بفضل فنياته العالية وحسن تحركه وقدرته على اللعب في مراكز عديدة. في المركاتو الشتوي لسنة 2008، انتدب النادي الإفريقي المهاجم أيمن الرهيفي من المستقبل الرياضي بالمرسى. يوم 22 ماي 2008، الفريق توج بالبطولة للمرة 12 في تاريخه، على إثر الانتصار ضد الترجي الرياضي الجرجيسي 2-1. في بداية الموسم، انتهت المنضومة الدفاعية المتكونة من محمد الباشطبجي ومحمد علي الغرزول وخالد السويسي وحمدي الورهاني وشكري الزعلاني وحلمي حمام وأنيس العمري، دون نسيان حارس المرمى عادل النفزي الذي حطم الرقم القياسي للبطولة بـ1269 دقيقة من اللعب دون قبول أي هدف، من الدقيقة 38 للجولة الثامنة إلى الدقيقة 48 للجولة 22. في موسم 2008-2009، لم يفز الفريق بالبطولة، منهيا إياها في المركز الثاني وبأفضل خط دفاع، ولكن بانتصار تاريخي في الدربي العاصمي يوم، 1 مارس 2009، ضد الترجي 3-0.

### دور بيار لوشانتر (2009-2010)
في سنة 2009، مسك المدرب بيار لوشانتر بزمام تدريب الفريق لكن النتائج لم تكن في الموعد، خاصة في النصف الثاني من البطولة والخروج من الدور الثاني لدوري أبطال أفريقيا لكرة القدم. في أفريل 2010، عوضت إدارة الفريق بيار لوشانتر بحبيب الماجري لكن النتائج المخيبة للآمال زادت بعد خروج الفريق من نصف نهائي الكأس.

## الكساد الرئاسي ومجيء جمال عتروس (2010-2012)
أثناء التحضير لموسم 2010-2011، مرالنادي بأزمة لهيئته التنفيذية بعد خروج كمال إدير.و كان المرشح جمال العتروس هو المفضل من قبل الأحباء، لكن بلحسن الطرابلسي، شقيق السيدة الأولى آنذاك ليلى بن علي، رفض اسمه بسبب وجود نزاع بين عائلتي الطرابلسي والعتروس حول نيل امتياز شركة ايسوزو. وبعد تعيين العتروس، تم إخراجه قبل بداية الموسم والاستعاضة عنه بالشريف باللامين ومنير البلطي كنائب رئيس وهو الذي عوض رئيس النادي بسبب مرضه. تعرض النادي إلى اثنين من الخسائر خلال المباريات الثلاث الأولى، وخسائر أخرى قادته إلى الخروج من سباق البطولة والكأس رغم فوزه في كأس شمال أفريقيا للأندية البطلة خاصة مع الهزيمة ضد الترجي الرياضي الجرجيسي في استاد المنزه خلال الثورة التونسية وبضغط من المشجعين أقيل المدرب مراد محجوب، واستعيض عنه بقيس اليعقوبي واستقال رئيس النادي بالنيابة الذي دعا إلى عقد اجتماع عام يتم خلاله توضيح الموقف.

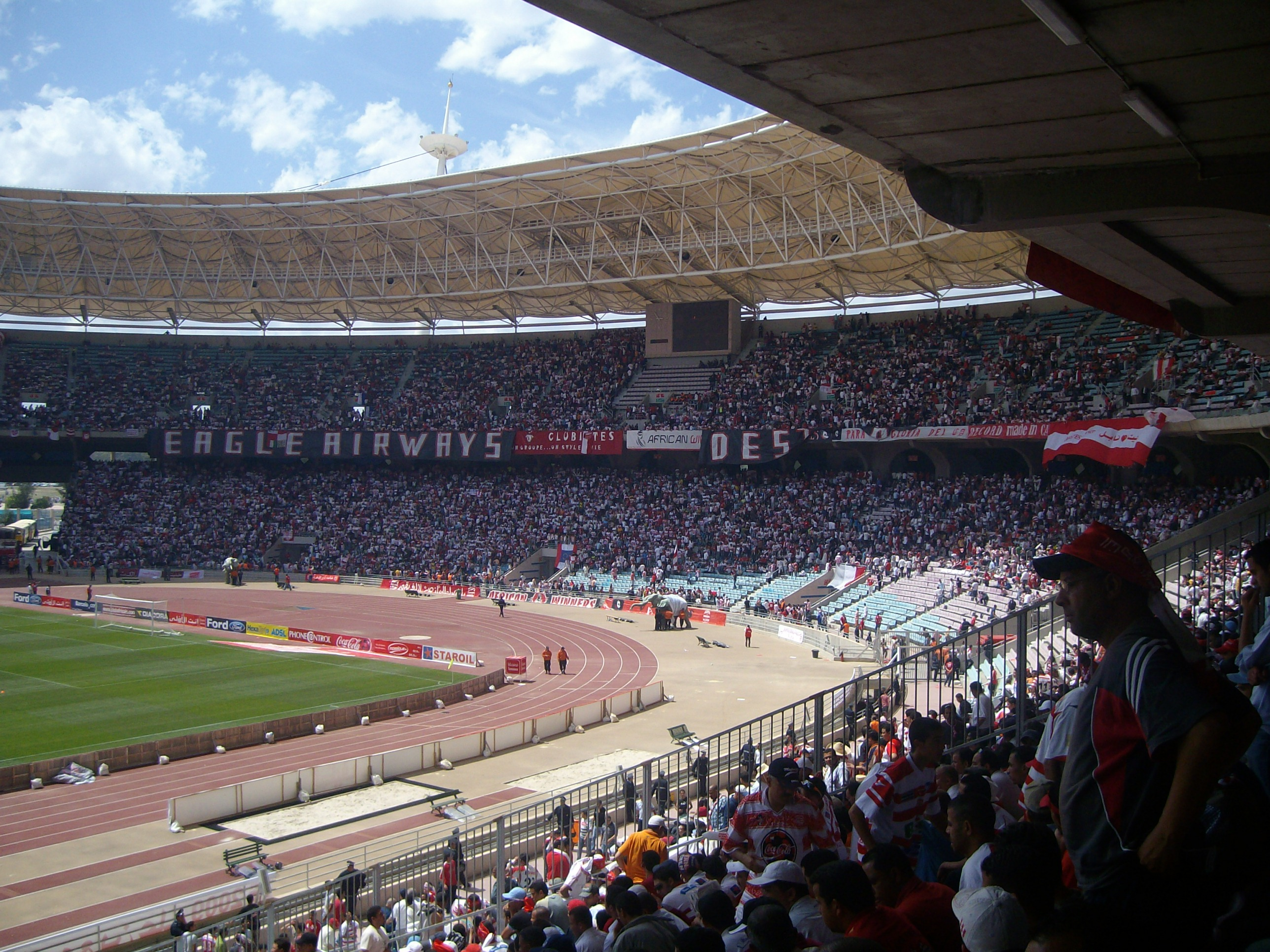
مشجعو النادي الإفريقي بملعب 14 جانفي أثناء مباراة النادي الإفريقي-الترجي الرياضي الجرجيسي في 22 ماي 2008

بعد الرحيل أسرة الطرابلسي والرئيس المخلوع، في 14 يناير 2011، أجرى النادي الأفريقي انتخابات عامة في 25 فيفري تم خلالها انتخاب جمال العتروس كرئيس وكنائب رئيس صلاح المناعي وبذلك يكون النادي الإفريقي التونسي هو الفريق التونسي الأول الذي يعقد جلسة عامة انتخابية بعد الثورة.
بعد أن استبعد في الجولة الثالثة من دوري أبطال أفريقيا بعد توقف المقابلة إثر أحداث شغب وقع تعيين فوزي البنزرتي كمدرب وواصل النادي بقية مسيرته في الجولات الأخيرة من موسم مخيب للأمال مع العديد من الهزائم، وأنهى الفريق المركز الرابع في البطولة. بعد موسم كارثي، العديد من اللاعبين تركوا النادي خلال فترة الانتقالات الصيفية وسام بن يحي، وقع بيعه لنادي مرسين التركي بمبلع 800 ألف دينار وخالد السويسي، تم بيعه لنادي آرل افينيون الفرنسي بقيمة 200 ألف يورو، ولم يتم تجديد عقود عديد اللاعبين الآخرين كريم العواضي، أسامة السلامي و خالد المليتي وقرر مدير مكتب إنهاء عقود ستة لاعبين أخارين فحين وقع انتداب أيمن بن أيوب، شاكر الرقيعي، نافع الجبالي، وجدي جباري، الأمير الحاج مسعود، فيتور سوني و ربيعة اللافي. بداية الموسم كانت مع كاس الاتحاد الإفريقي حيث كانت الانطلاقة جيدة ووصل إلى النهائي وفاز في مباراة الذهاب ضد المغرب فاسي بنتيجة هدف لصفر سجله الكسيس ميندامو في الدقيقة السابعة من شوط الأول، لكنه خسر مباراة الإياب بنفس النتئجة وبركلات الترجيح. وإثر هذه الخيبة وبعد تعادل في البطولة استقال المدرب فوزي البنزرتي وأمسك باتريك ليفويغ، المدير الفني الفريق مؤقتا. وبعد قترة ومرور قصير من للمدرب عبد الحق شيخة، مع فقدان الكثير من نقاط في البطولة وابتعاد عن المنافسة، فاستقال بن شيخة وعاد لوفيغ للتدريب الذي تولى تدريب الفريق ومع ضغط الجماهير ومطالبة رئيس بالرحيل عن النادي بعد موسم ووقع الإعلان عن جلسة انتخابية في جوان 2012.

## سليم الرياحي (2012-2017)
بعد موسم كارثي بأتم معنى الكلمة وعلى الأصعدة، عبّر سليم الرياحي على رغبته في ترأس النادي الإفريقي وتم انتخابه بعد ترشحه وحيدًا لهذا المنصب. بعد انتخاب سليم الرياحي قام الأخير بعديد من الانتدابات كاللاعب الجزائري عبد المؤمن جابو خالد لموشية كارل ماكس داني هتان البراطلي والعديد من اللاعبين الآخرين وتم التعويل في البداية على المدرب برنارد كازوني إلا أن تواضع النتائج عجل برحيله ليتم التعاقد مع المدرب نبيل الكوكي.

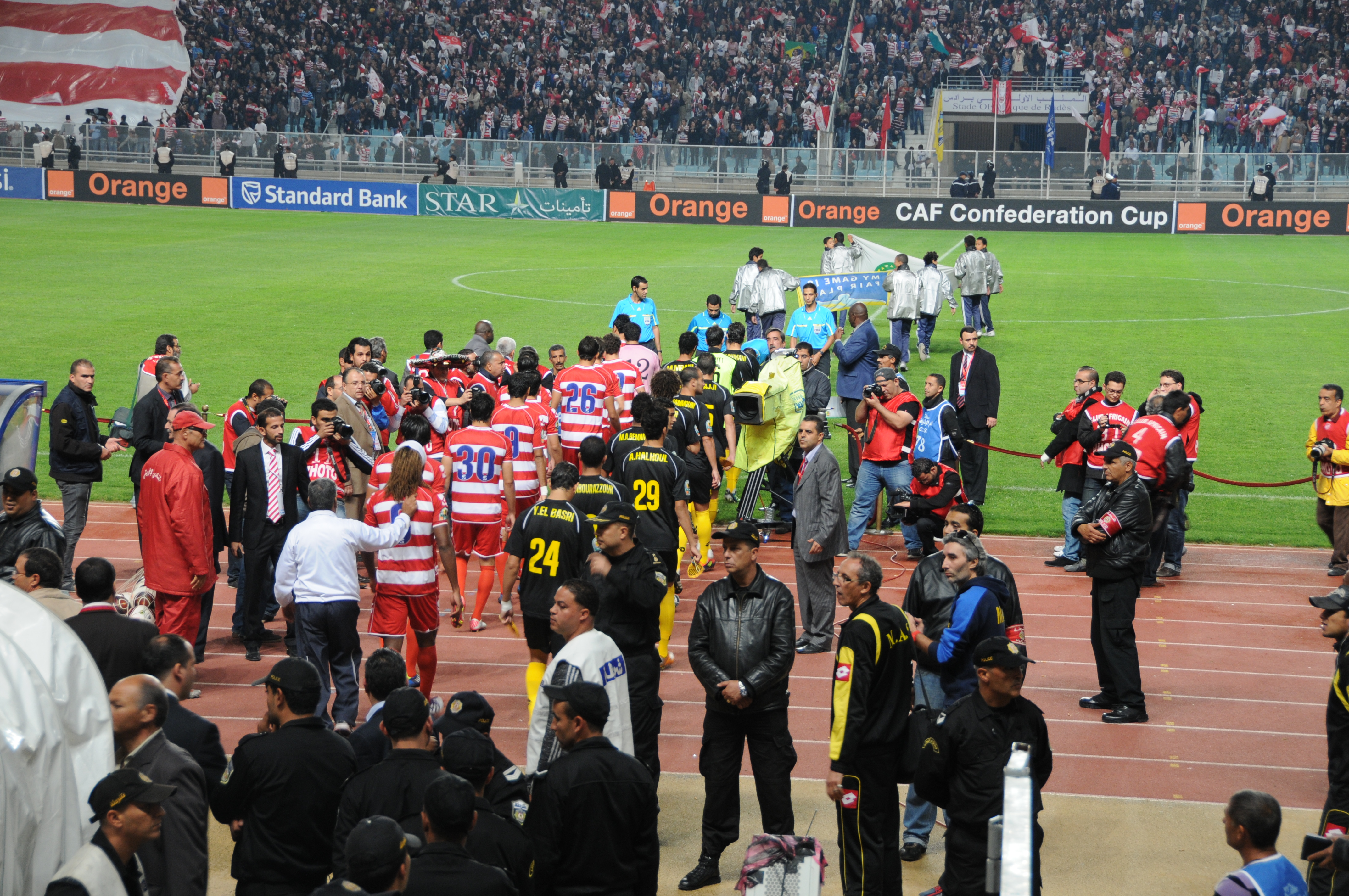
نهائي كأس الكونفيدرالية الأفريقية 2011 بتاريخ 15 نوفمبر 2011

في أعقاب الجمعية العامة الاختيارية التي عقدت في 16 يونيو 2012، تم انتخاب سليم الرياحي كرئيس جديد للنادي ويضع أهدافًا طموحة، مع توفير موارد مالية كبيرة: النادي الأفريقي ينفق أكثر من ثلاثين مليون دينار لتجنيد لاعبين في صيف 2012 والفوز بالبطولة التونسية. تم تعيين كريستوف مييلول مديرا رياضيا و بيرنارد كاسوني كمدرب. جلب المكتب العديد من اللاعبين مثل الجزائري عبد المؤمن جابو ، من وفاق سطيف بصفقة بلغت ثلاثة ملايين دينار، أكبر صفقة في تاريخ البطولة، هاتن باراتلي كارل ماكس . كما يستحضر الرياحي البناء على المدى الطويل، يريد أن الرهان على اللاعبين الشباب مثل ماهر حداد، الذي وقع للنادي أيضا ثلاثة ملايين دينار. يعترف النادي الإفريقي في الوقت نفسه بحزقيال ندوازال إلى تيريك غروزني بينما يترك اللاعبون الآخرون النادي بإنهاء العقد أو بعد الحصول على إعارة لموسم واحد. بعد ست مباريات، تم إقالة المدرب بيرنارد كاسوني، وربما يدفع ثمن الخسارة في مباراة الديربي. في 7 أكتوبر 2012، أثناء الهدنة قبل بداية الموسم الجديد، يصبح نبيل الكوكي المدرب الجديد. على الرغم من البداية السيئة للموسم، مع ثلاثة تعادلات ولم يتم تسجيل أي أهداف، فإن النادي يمتلك مسيرة جيدة بأربعة انتصارات متتالية. أربعة مجندين جدد الانضمام إلى النادي خلال فترة الانتقالات الشتوية، عمار الجمل، زهير الذوادي، فتاح الغربي ومبينزا بيدي ولكن جرح وأواخر الوظيفي وأحمد بلقاسم ليس قادر على سحب قبالة المباراة الثانية، وقدم أخيرا لصالح الاتحاد الرياضي بن قردان . على الرغم من مسيرته الكروية، تم استبدال نبيل الكوكي بـفوزي البنزرتي بعد هزيمة في دربي، قبل اليوم الأخير من المرحلة الأولى. وأخيراً، ينهي النادي المركز الثاني في المرحلة الأولى ويتأهل للمباراة النهائية. لكن الهشاشة النفسية ولعنة اللعب وعدم وجود منافسة لبعض اللاعبين المصابين تؤدي إلى توازن سلبي: حيث يحتل النادي المركز الرابع يقال البنزرتي محل نائبه فتحي العبيدي.
يتم الإعلان عن موسم 2013-2014 باعتباره الإقلاع الحقيقي للرياحي من النادي الأفريقي. بعد نجاح النادي الرياضي الصفاقسي مع المدرسة الهولندية، توظيف المدرب الهولندي أدري كوستر وأسطول من لاعبين أجانب من بينهم ثلاثة آمال غانا - فرانسيس ناره ديريك منساه وسايدو ساليفو - والدولي السابق من نفس البلد، الأمير سالو تاجو، وكذلك الكونغولي مات موسيلو والشاب المالي مالك توريه. الجانب التونسي هو تجنيد خالد القربي، الحاج أمين سعيد، بقعة لاعب من عشر مباريات في أربع سنوات، وليد الذوادي، شقيقه الأصغر شمس الدين الذوادي، على أمل أنه هو محترف مثل أخيه، وحارس المرمى سليم الربيعي. قام الفريق بداية جيدة مع ثلاثة انتصارات متتالية قبل المشاكل تظهر: نهر انضم إلى بطولة التشيك، تيغو يكسر عقده، ساليفو هو ينقل تحويل الذوادي دون ان يلعب ثاني وتشارك الحاج سعيد فقط مباراة واحدة فقط في 17 مباراة. في حين قرر الرياحي إلى تشكيل لجنة تحقيق لتحديد المسؤوليات راشد الزمرلي، المتحدث باسم النادي، مهدي الغربي، رئيس قسم كرة القدم، ويوسف العلمي، رئيس قسم الكبار، ويقول تغطيها التحقيق الداخلي وتقديم استقالته. وفي الوقت نفسه، تستمر التغييرات: يتم رفض كوستر لصالح لاندري شوفان أشار بينما الشباب - غازي العيادي سيف الأحول، شهاب الجبالي ومالك توري - يتم تقديمهم تدريجيا. تم استبدال شوفين بعد سلسلة من النتائج السيئة ، وحل محله منجر قباير. أنهى النادي أخيراً المركز الرابع في البطولة وفي الدور ربع النهائي من كأس تونس.
خلال موسم 2014-2015 ، يقوم النادي بتجنيد المدرب الفرنسي دانييل سانشيز واللاعبين الدوليين مثل ياسين الميكاري وستيفان ناتر وتيجاني بلعيد وصابر خليفة والشاب نادر الغندري وشهاب الزغلامي وأحمد خليل. كما يقوم بتجنيد حارس المرمى فاروق بن مصطفى ، عماد المنياوي ، الذي تميز في الموسم السابق بـالنجم الرياضي بالمتلوي والمدافع الجزائري هشام بالقروي. يبدأ النادي الموسم بشكل جيد ، على الرغم من الهزائم في منتصف الموسم ونقاط الخسارة ، ويظل قائداً للصف التاسع في اليوم الأخير ، حتى لو خسر أحد مهاجميه الرئيسيين بسبب الإصابة: عبد المومن جابو حل محله عماد المينياوي، حاسمة في الأيام الأخيرة مع صابر خليفة ، مؤلف خمسة عشر هدفا. وقد توج النادي بالبطولة للمرة الثالثة عشرة في تاريخه وخرج في الدور 16 من كأس تونس ونفس الدور من كأس الاتحاد الأفريقي.
ويتأثر موسم 2015-2016 بالتغييرات التدريبية المتتالية: دانيال سانشيز ، نبيل كوكي ورود كرول. النادي ينهي في المركز السادس في الدوري ويتم القضاء عليه في الدور 32 في دوري أبطال أفريقيا. بعد ذلك يقوم القيس يعقوبي بالثناء ويدير ، في نهاية الموسم ، تأهيل فريقه في نهائي الكأس التونسي الذي خسر أمام الترجي الرياضي التونسي.
في بداية موسم 2016-2017، بقي اليعقوبي على رأس الفريق قبل استبداله في نوفمبر عوض شهاب الليلي. في موسم الانتقالات الشتوي ، يبيع النادي أسامة الحدادي لـنادي ديجون وبسام الصرارفي لـنادي نيس مقابل مبلغ ثلاثة ملايين يورو ، وإعارة عبد القادر الوسلاتي لنادي الفتح السعودي ويوظف أسامة الدراجي ، وسليمان كشك ، وماثيو روسكي الشباب الآخرين مثل منوبي حداد. احتل النادي المركز الثاني في المرحلة الأولى من البطولة ويتأهل للمباراة لكنه يحتل المركز الثالث. ومع ذلك ، تمكن النادي من التأهل في مرحلة المجموعات من كأس الاتحاد الأفريقي وانتهى الموسم بالفوز بـكأس تونس. يواصل النادي المغامرة الأفريقية مع المدرب الجديد ماركو سيموني ، لكن النادي فشل في الفوز باللقب وخرج في الدور النصف النهائي ضد سوبرسبورت يونايتد الجنوب إفريقي. في 1 نوفمبر 2017 ، أعلن سليم الرياحي استقالته من رئاسة النادي بسبب وضعه القانوني الحرج. مروان حمودية يحل محله مؤقتا.
و خلال فترة رآسة سليم الرياحي لعب النادي الإفريقي مباراة ودية ضد باريس سان جيرمان الفرنسي بتاريخ 4 يناير 2017 بالملعب الأولمبي برادس خسرها أبناء باب الجديد بنتيجة 3 _ 0.

## الإدارة عبر التريخ

### الرؤساء عبر التاريخ
نجح 25 رئيسًا مختلفًا في رئاسة النادي الإفريقي منذ تأسيسه. حتى الآن ، جميعهم مواطنون تونسيون. الأول هو بشير بن مصطفى الذي ينفذ ولايته لمدة عامين ، قبل أن يرى النادي الأفريقي أن الرؤساء ينجحون بخطى ثابتة ، مرددين الصعوبات الرياضية والمالية التي يمر بها النادي. يمكن تفسير حالة عدم الاستقرار هذه على وجه الخصوص من خلال مشاكل التدفقات النقدية المتكررة: وافق الرؤساء المختلفون على إنقاذ النادي لبعض الوقت ، بينما لم يتم مساعدة النادي الأفريقي من قبل السلطات العامة ، ولا سيما البلدية.
ويعد صالح عويج أطول رئيس للنادي في الفترة ما بين 1946-1950 و 1954-1957 و 1958-1964. وهو أيضاً رئيس النادي الوحيد الذي حصل على لقب قبل الاستقلال ، خلال بطولتي 1946-1947 و 1947-1948 ، وأول من حصل على لقب بعد الاستقلال في 1963-1964. تقدم فتحي زهير من عام 1967 إلى 1970 ، ورئاسته ترى النادي يفوز بالكأس مرتين. تم العثور على الاستقرار في 1970: عبد العزيز الأصرم لا يزال على رأس النادي لمدة ثماني سنوات ، حتى الآن أطول فترة ولاية رئيس ، بين 1964 و 1966 وبين 1971 و 1977. تحت رئاسته ، الفريق يفوز بثلاث مرات في البطولة ، وأربعة أضعاف الكأس ، وكأس الكؤوس المغاربية في عام 1971 وثلاثة أضعاف كأس أندية أبطال المغرب الكبير بين عامي 1974 و 1976.
شغل فريد مختار منصب الرئيس مرتين ، من 1977 إلى 1980 ومن 1981 حتى وفاته في عام 1986. وتحت رئاسته ، فاز النادي مرتين ببطولة كأس السوبر التونسية. حل الدبلوماسي محمود المستيري مكانه بين عامي 1986 و 1987. وخلال هذه الفترة ، تولى رضا الزعبي قيادة النادي ثلاث مرات ، في أعوام 1980-1981، 1987-1988 و 1991-1992. وتحت رئاسته ، فاز النادي بأربعة ألقاب تاريخية: البطولة ، الكأس ، كأس الأندية الإفريقية ، وكأس الأندية اللآفروآسيوية.
يتولى شريف بالأمين الرئاسة في أربع مناسبات ، في الأعوام 1992-93، 1997-2000، 2002 -2006 و 2010. في عهده ، فاز النادي بالكأس ، ودوري أبطال العرب وكأس أندية بطل شمال إفريقيا.
ترأس حمودة بن عمار النادي بين عامي 1994 و 1996 وكمال إدير من نوفمبر 2005 حتى نهاية موسم 2010. برئاسة الأخير ، تمكن الفريق من الفوز بالبطولة في 2007-2008، بعد اثني عشر عامًا على آخر النصر في عام 1996 وكأس الأندية بطل شمال أفريقيا في عام 2008.
| البلد | الإسم            | الفترة    |
| ----- | ---------------- | --------- |
| تونس  | بشير بن مصطفى    | 1922-1920 |
| تونس  | وناس العجيمي     | 1923-1922 |
| تونس  | عبد العزيز ونيس  | 1924-1923 |
| تونس  | مصطفى صفر        | 1925-1924 |
| تونس  | عبد العزيز ونيس  | 1927-1925 |
| تونس  | علي بلحاج        | 1931-1927 |
| تونس  | عبد العزيز ونيس  | 1932-1931 |
| تونس  | المنصف العقبي    | 1940-1932 |
| تونس  | محمد علي العنابي | 1941-1940 |
| تونس  | المنصف العقبي    | 1946-1941 |
| تونس  | صالح عويج        | 1948-1946 |
| تونس  | محمد العاصمي     | 1949-1948 |
| تونس  | محمد المستيري    | 1952-1950 |
| تونس  | محمد العاصمي     | 1953-1952 |

| البلد | الإسم             | الفترة    |
| ----- | ----------------- | --------- |
| تونس  | صالح عويج         | 1956-1954 |
| تونس  | محمد العاصمي      | 1958-1956 |
| تونس  | صالح عويج         | 1964-1958 |
| تونس  | عبد العزيز الأصرم | 1966-1964 |
| تونس  | فتحي زهير         | 1970-1966 |
| تونس  | عبد الجليل المهري | 1971-1970 |
| تونس  | عبد العزيز الأصرم | 1977-1971 |
| تونس  | فريد مختار        | 1980-1977 |
| تونس  | رضا العزابي       | 1981-1980 |
| تونس  | فريد مختار        | 1986-1981 |
| تونس  | محمود المستيري    | 1987-1986 |
| تونس  | رضا العزابي       | 1988-1987 |
| تونس  | حمادي بوصبيع      | 1989-1988 |
| تونس  | فريد عباس         | 1991-1989 |

| البلد | الإسم         | الفترة    |
| ----- | ------------- | --------- |
| تونس  | رضا العزابي   | 1992-1991 |
| تونس  | شريف بالامين  | 1993-1992 |
| تونس  | حمادي بوصبيع  | 1994-1993 |
| تونس  | حمودة بن عمار | 1996-1994 |
| تونس  | سعيد ناجي     | 1997-1996 |
| تونس  | شريف بالامين  | 2000-1997 |
| تونس  | فريد عباس     | 2002-2000 |
| تونس  | شريف بالامين  | 2005-2002 |
| تونس  | كمال إيدير    | 2010-2005 |
| تونس  | جمال العتروس  | 2010-2010 |
| تونس  | شريف بالامين  | 2010-2010 |
| تونس  | جمال العتروس  | 2012-2011 |
| تونس  | سليم الرياحي  | 2017-2012 |
| تونس  | مروان حمودية  | 2017-     |

### المدربين عبر التاريخ
التونسي محمد عبد العزيز العقربي هو المدرب الأول للنادي الإفريقي . مازاريلا هو أول من سمح للنادي بالفوز بالبطولة (1947 و 1948) ، فابيو روتشيجياني أول من سمح للنادي بالفوز بالثنائية. يحمل أيضا سجل طول العمر. ومن بين المدربين الآخرين في النادي كل من أندريه ناجي ، فوزي البنزرتي ، إيلي بالاسي ، رينيه اكسبرايت وعبد الحق بنشيخة.
| البلد                                   | الإسم             | الفترة    |
| --------------------------------------- | ----------------- | --------- |
| تونس                                    | مصطفى زمرلي       | 1943-1942 |
| جنوب إفريقيا                            | مزريلا            | 1948-1947 |
| إيطاليا                                 | مارك أرزوني       | 1950-1948 |
| تونس                                    | يوسف بن عثمان     | 1952-1950 |
| المغرب                                  | فتحي بوستة        | 1954-1953 |
| تونس                                    | محمود كوكي        | 1955-1954 |
| فرنسا                                   | بول بارت          | 1956-1955 |
| الجزائر                                 | أحمد بن فول       | 1957-1956 |
| تونس                                    | رضا باش حانبة     | 1958-1957 |
| إيطاليا                                 | فابيو روكيجيانني  | 1967-1958 |
| إيطاليا                                 | لويجي روسيليني    | 1968-1967 |
| النمسا                                  | ارنست ملكيور      | 1969-1968 |
| المجر                                   | أندريه ناجي       | 1971-1969 |
| تونس                                    | اسكندر مدليجي     | 1972-1971 |
| تونس                                    | جمال الدين بوعبسى | 1974-1972 |
| تونس                                    | عامر حيزم         | 1976-1974 |
| جمهورية يوغوسلافيا الاشتراكية الاتحادية | الكسندر كوزدنوڢيش | 1977-1976 |

| البلد                                   | الإسم            | الفترة    |
| --------------------------------------- | ---------------- | --------- |
| المجر                                   | أندريه ناجي      | 1981-1977 |
| جمهورية يوغوسلافيا الاشتراكية الاتحادية | زلاتكو مليش      | 1982-1981 |
| تونس                                    | مختار التليلي    | 1984-1982 |
| تونس                                    | أندريه ناجي      | 1985-1984 |
| تونس                                    | أحمد زيتوني      | 1986-1985 |
| تونس                                    | عمر ذيب          | 1987-1986 |
| الاتحاد السوفيتي                        | توڢ كازبك        | 1989-1987 |
| تونس                                    | فوزي البنزرتي    | 1991-1989 |
| رومانيا                                 | إيلي بلاتشي      | 1992-1991 |
| فرنسا                                   | مارسيل هوسين     | 1993-1992 |
| بولندا                                  | برنار بولت       | 1994-1993 |
| رومانيا                                 | ميرسيا رادوليسكو | 1995-1994 |
| فرنسا                                   | جان سيرافين      | 1997-1995 |
| فرنسا                                   | رينيه إكسبريا    | 1999-1997 |
| تونس                                    | فوزي البنزرتي    | 2000-1999 |
| فرنسا                                   | رينيه إكسبريا    | 2002-2000 |
| سويسرا                                  | شارلز ريوسالي    | 2003-2002 |

| البلد   | الإسم            | الفترة    |
| ------- | ---------------- | --------- |
| تركيا   | محسن ارطغرل      | 2004-2003 |
| فرنسا   | هنري سطنبولي     | 2005-2004 |
| تونس    | يوسف الزواوي     | 2006-2005 |
| فرنسا   | برتران مارشان    | 2007-2006 |
| الجزائر | عبد الحق بن شيخة | 2009-2007 |
| فرنسا   | بيار لوشانتر     | 2010-2009 |
| فرنسا   | فرانسوا براكي    | 2010-2010 |
| تونس    | فوزي البنزرتي    | 2012-2010 |
| تونس    | نبيل الكوكي      | 2013-2012 |
| تونس    | فوزي البنزرتي    | 2013-2013 |
| هولندا  | أدري كوستر       | 2014-2013 |
| فرنسا   | دانيال سانشيز    | 2015-2014 |
| تونس    | نبيل الكوكي      | 2016-2015 |
| تونس    | شهاب الليلي      | 2017-2016 |
| إيطاليا | ماركو سيموني     | 2017-2017 |
| فرنسا   | برتران مارشان    | -2017     |